# Biopotential
Biopotential är spänningsskillnaden mellan olika platser i celler, vävnader eller organismer. Dessa uppstår på grund av jontransporter i cellmembranen, och ger upphov till de elektriska signalerna som uppstår i våra nervceller och muskelceller.
Potentialerna i kroppen kan mätas. När man gör det skiljer man mellan vilopotentialer och aktionspotentialer.
Olika signaler mäts med olika maskiner. Exempel på dessa är
| Mätmetod | potentialstorlek |
| -------- | ---------------- |
| EKG      | ca 1 mV          |
| EMG      | <1 mV            |
| EEG      | 50-100 μV        |
| EOG      | <1 mV            |